# Jón Guðni Fjóluson
Jon Gudni Fjoluson, (ur. 10 kwietnia 1989 w Þorlákshöfn) – islandzki piłkarz grający na pozycji obrońcy. Mierzy 193 cm wzrostu. Od 2016 roku związany jest z klubem IFK Norrköping.

## Kariera klubowa
Fjoluson profesjonalną karierę rozpoczął w klubie Fram. Latem 2011 roku przeniósł się do belgijskiego Beerschot AC, w którym spędził sezon 2011−12. Latem 2012 roku trafił do szwedzkiego GIF Sundsvall. W 2016 przeszedł do IFK Norrköping.

## Kariera reprezentacyjna
W reprezentacji Islandii zadebiutował 21 marca 2010 roku w towarzyskim meczu przeciwko Wyspom Owczym. Na boisku przebywał przez pełne 90 minut.
| Mecze i gole w reprezentacji | Mecze i gole w reprezentacji | Mecze i gole w reprezentacji | Mecze i gole w reprezentacji | Mecze i gole w reprezentacji | Mecze i gole w reprezentacji | Mecze i gole w reprezentacji |
| #                            | Data                         | Stadion                      | Rywal                        | Wynik                        | Gol                          | Rozgrywki                    |
| 2010                         | 2010                         | 2010                         | 2010                         | 2010                         | 2010                         | 2010                         |
| ---------------------------- | ---------------------------- | ---------------------------- | ---------------------------- | ---------------------------- | ---------------------------- | ---------------------------- |
| 1.                           | 21.03.2010                   | Kópavogur, Islandia          | Wyspy Owcze                  | 2:0                          | 0                            | towarzyski                   |
| 2.                           | 24.03.2010                   | Charlotte, USA               | Meksyk                       | 0:0                          | 0                            | towarzyski                   |
| 3.                           | 29.05.2010                   | Reykjavík, Islandia          | Andora                       | 4:0                          | 0                            | towarzyski                   |
| 4.                           | 17.11.2010                   | Tel Awiw-Jafa, Izrael        | Izrael                       | 2:3                          | 0                            | towarzyski                   |
| 2011                         |                              |                              |                              |                              |                              |                              |
| 5.                           | 10.08.2011                   | Budapeszt, Węgry             | Węgry                        | 0:4                          | 0                            | towarzyski                   |